# Dutchess megye
Dutchess megye az Amerikai Egyesült Államokban, azon belül New York államban található. Megyeszékhelye és legnagyobb városa Poughkeepsie. Lakosainak száma 295 911 fő (2020. április 1.). Dutchess megye Columbia, Putnam, Fairfield, Litchfield, Orange, Ulster, Berkshire, Western Connecticut Planning Region és Northwest Hills Planning Region megyékkel határos.

## Népesség
A megye népességének változása:
| Lakosok száma | 297 735 | 298 227 | 297 162 | 296 916 | 295 754 | 295 911 |
|               | 2010    | 2011    | 2012    | 2013    | 2015    | 2020    |